# Chapelle Saint-Sébastien de Dambach-la-Ville
 (août 2011).
Si vous disposez d'ouvrages ou d'articles de référence ou si vous connaissez des sites web de qualité traitant du thème abordé ici, merci de compléter l'article en donnant les références utiles à sa vérifiabilité et en les liant à la section « Notes et références ».
La chapelle Saint-Sébastien se situe à Dambach-la-Ville, dans le Bas-Rhin (France). Elle a été classée monument historique par arrêté du 24 mai 1921.

## Situation
La chapelle Saint-Sébastien est située sur les hauteurs de Dambach-la-Ville, à flanc de coteau en plein vignoble du Frankstein. De son parvis, on domine le village et la région alentour entre Sélestat, au sud, et la colline d'Epfig, au nord. La vue porte à l'est sur le Kayserstuhl et sur la Forêt-Noire. Par temps clair, il est possible d'apercevoir la flèche de la cathédrale de Strasbourg.

## Histoire
La chapelle est l'ancienne église paroissiale du village disparu d'Oberkirch (village situé sur un large éperon). Le premier document mentionnant l'édifice remonte à 1285.
L'élévation de Dambach au rang de ville épiscopale en 1340, la construction de ses fortifications (entre 1328 et 1340) et l'édification d'une nouvelle et grande église provoquèrent le déclin d'Oberkirch. C'est toutefois l'ordonnance de l'évêque Jean II de Lichtenberg de 1356, précisant que tous les offices devaient être célébrés à l'église Saint-Étienne de Dambach qui précipita la disparition du village. Saint-Sébastien resta néanmoins un lieu de pèlerinage pour les fidèles des alentours.
La même année, la chapelle fut donnée à l'abbaye des chanoines Augustins de Dachstein puis à la cathédrale de Strasbourg en 1359. Au milieu du XVe siècle, elle fut cédée aux Hospices civils de Strasbourg à l'instar de l'église Saint-Étienne et la chapelle d'Altenwiller.
En 1480, le pape Innocent VIII supprima les deux vicariats d'Oberkirch et d'Altenwiller.
La chapelle fut confisquée à la Révolution française. Le curé Zaepffel et son vicaire refusèrent de prêter serment à la constitution civile et durent renoncer officiellement à l'exercice de leurs fonctions. Ils continuèrent cependant à dire la messe à la chapelle. Cette concurrence fut la cause d'un différend avec le prêtre assermenté. La conséquence fut la vente aux enchères de l'édifice et du domaine attenant en 1792. Les nouveaux acquéreurs vendirent peu après le domaine en lots. C'est ainsi que les villageois partisans du curé Zaepffel acquirent collectivement la chapelle pour un montant de 1420 livres. Les 32 donateurs les plus généreux se sont ainsi vu confier l'administration de la chapelle. Leurs descendants forment aujourd'hui la Confrérie Saint-Sébastien, association de droit local alsacien-mosellan, responsable de sa conservation et de son entretien.
Au lendemain de la Seconde Guerre mondiale, la chapelle était dans en piteux état, en partie à cause des dommages de guerre. C'est grâce au concours financier des monuments historiques, du conseil général, de la commune, mais également de la population dambachoise que la confrérie put réunir les fonds nécessaires à la restauration. Elle fut rendue aux fidèles et aux visiteurs le lundi de Pâques 1962.

## Architecture
La chapelle est un panachage de différents styles architecturaux. À un clocher roman succède une nef et un chevet gothiques. La sacristie date de la Renaissance. L'autel est quant à lui une magnifique œuvre baroque en bois.

### Extérieur

#### La tour-clocher
La tour-clocher, de style roman et datant du XIIe siècle, est la partie la plus ancienne du bâtiment. Massive et carrée, elle ne présente à sa base aucune ouverture d'origine, ce qui laisse supposer une fonction primitive de défense. Sur sa façade nord est adossée une construction récente servant de logement au gardien. L'étage des cloches est percé de quatre fenêtres bigéminées à arcades en plein cintre en pierre de taille. La tour est coiffée d'un toit pyramidal tronqué, d'un couronnement carré en bois et enfin d'un clocheton octogonal surmonté d'une croix.

#### Le bâtiment central
Un grand bâtiment couvert d'un toit en bâtière relie la tour et le chevet. Il renferme la nef. Le mur sud est percé d'une porte romane contigüe à la tour, d'une grande fenêtre rectangulaire datant du XVIIe siècle avec un vitrage en cul de bouteille ainsi que de deux fenêtres gothiques du XVe siècle. À l'est, un bâtiment Renaissance du XVIIe siècle sert actuellement de sacristie accessible par un escalier extérieur.
La façade nord est percée de deux fenêtres gothiques, pendantes de celle de la façade sud, et d'une fenêtre romane dormante.

#### Le chevet
Le chevet, datant du début du XIVe siècle, est de style gothique. Il est décalé par rapport à la nef. Le faîte du pignon ouest est surmonté d'une croix florencée en granite. Quatre contreforts étagés garnissent la partie est du chevet et enserrent trois baies gothiques à vitraux. La niche comprise entre les deux contreforts orientés est-sud-est abritait un ensemble sculptural en bois représentant Jésus au Mont des Oliviers, aujourd'hui disparu.

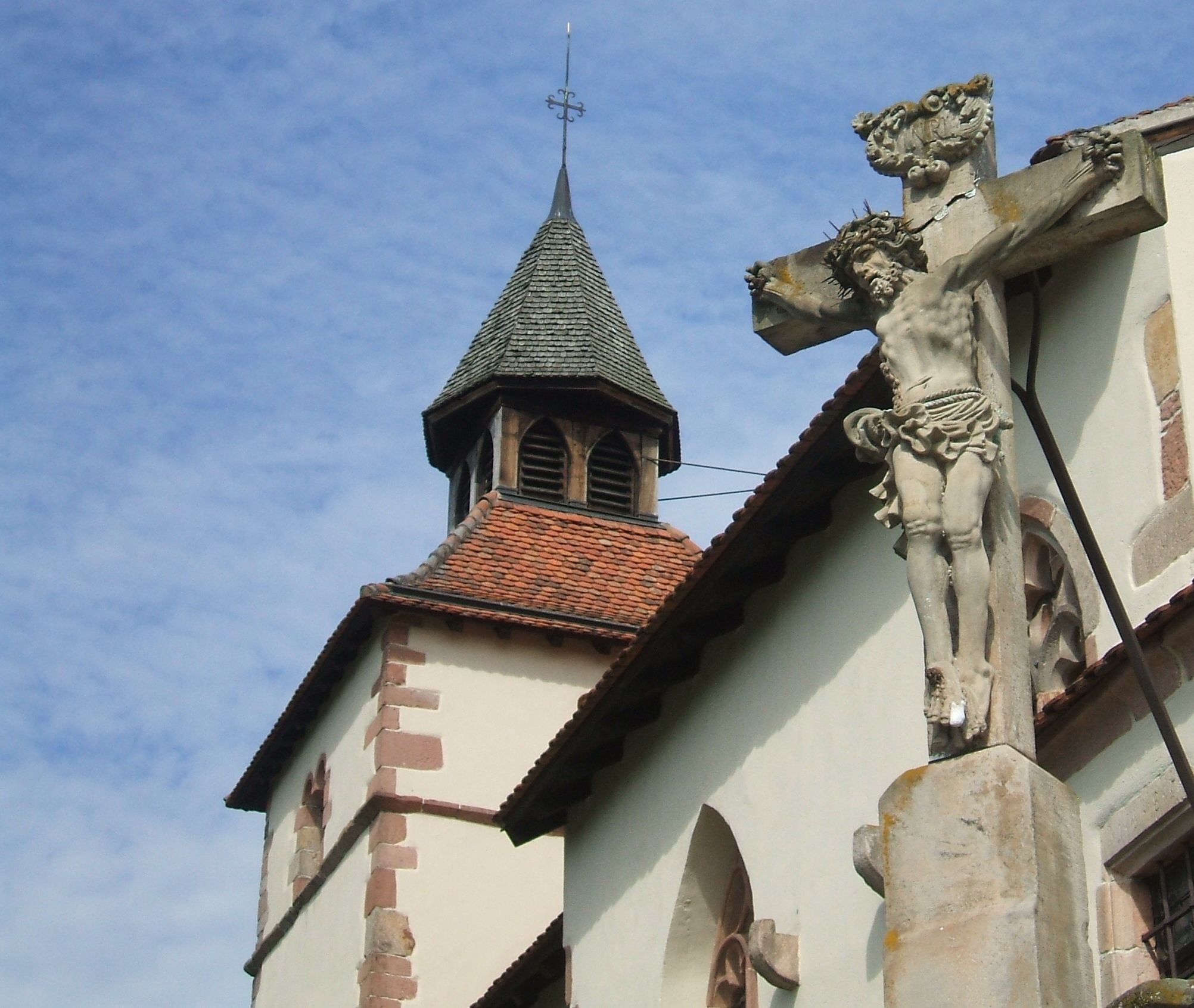
Christ en croix de 1687

#### Le calvaire
Au droit de la sacristie se trouve un Christ en croix datant de 1687 appelée localement la Croix miraculeuse. Le visage du Christ évoque simultanément la douleur et la miséricorde. Son regard semble également suivre le visiteur dans toutes les directions.

#### L'ossuaire
La partie nord du pignon est de la nef comprend une cave voutée en plein cintre d'aspect très ancien. Sa fonction originelle reste un mystère tout comme le bombement semi-cylindrique qui surplombe son entrée. S'agit-il des restes d'une église primitive ?
La pièce abrite un ossuaire recueillant très vraisemblablement les restes de l'ancien cimetière de l'église d'Oberkirch. Une légende locale attribue l'origine des ossements aux victimes de la répression du duc Antoine de Lorraine lors de la révolte des Rustauds. Une bataille s'est en effet déroulée non loin de là, à Scherwiller, le 20 mai 1525. 

Au-dessus de la grille qui empêche aujourd'hui l'accès à l'intérieur de l'ossuaire se trouve une plaque de grès portant une citation qui laisse n'importe quel visiteur songeur : 

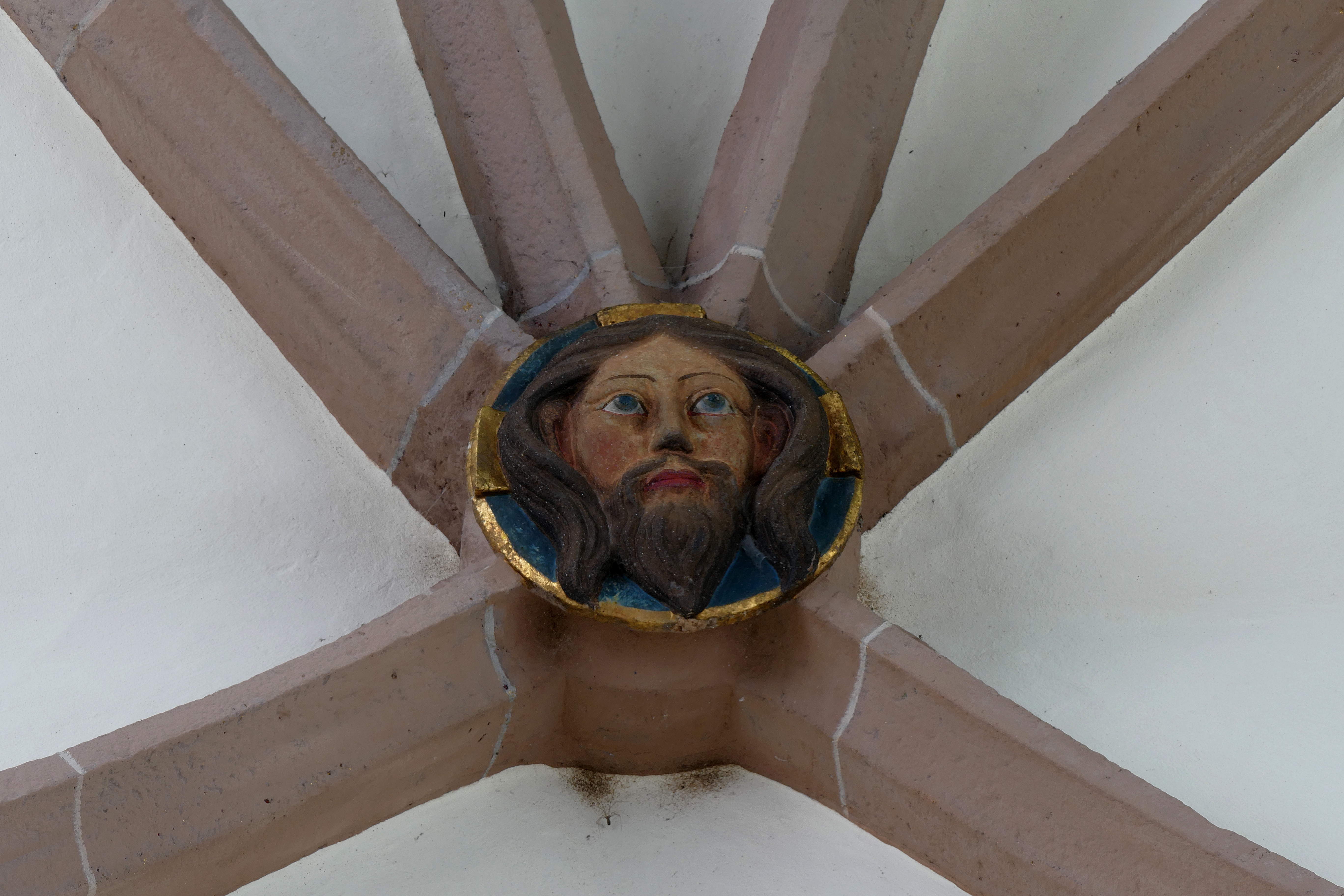
Clef de voûte polychrome

« Was Ihr seid, sind wir gewesen - Was wir sind, werdet ihr werdenCe que vous êtes, nous l'étions - Ce que nous sommes, vous le deviendrez »

### Intérieur

#### La nef
La nef est un bâtiment de 16,5 m de long. Sa largeur est comprise entre 9,5 m côté chœur et 10,5 m côté clocher. La nef est surmontée d'un plafond plat en bois à poutres apparentes. Une tribune occupe le fond de l'église. Le mur avant de la nef est percé d'un grand arc en ogive de grès rose, excentré vers le sud.

#### Le chœur
Il a été construit au début du XIVe siècle. Il prend la forme d'une voûte croisée d'ogives avec une clef de voûte polychrome représentant le visage du Christ. Le haut des trois baies arrières est décoré de vitraux, malheureusement masqués par le maître-autel.

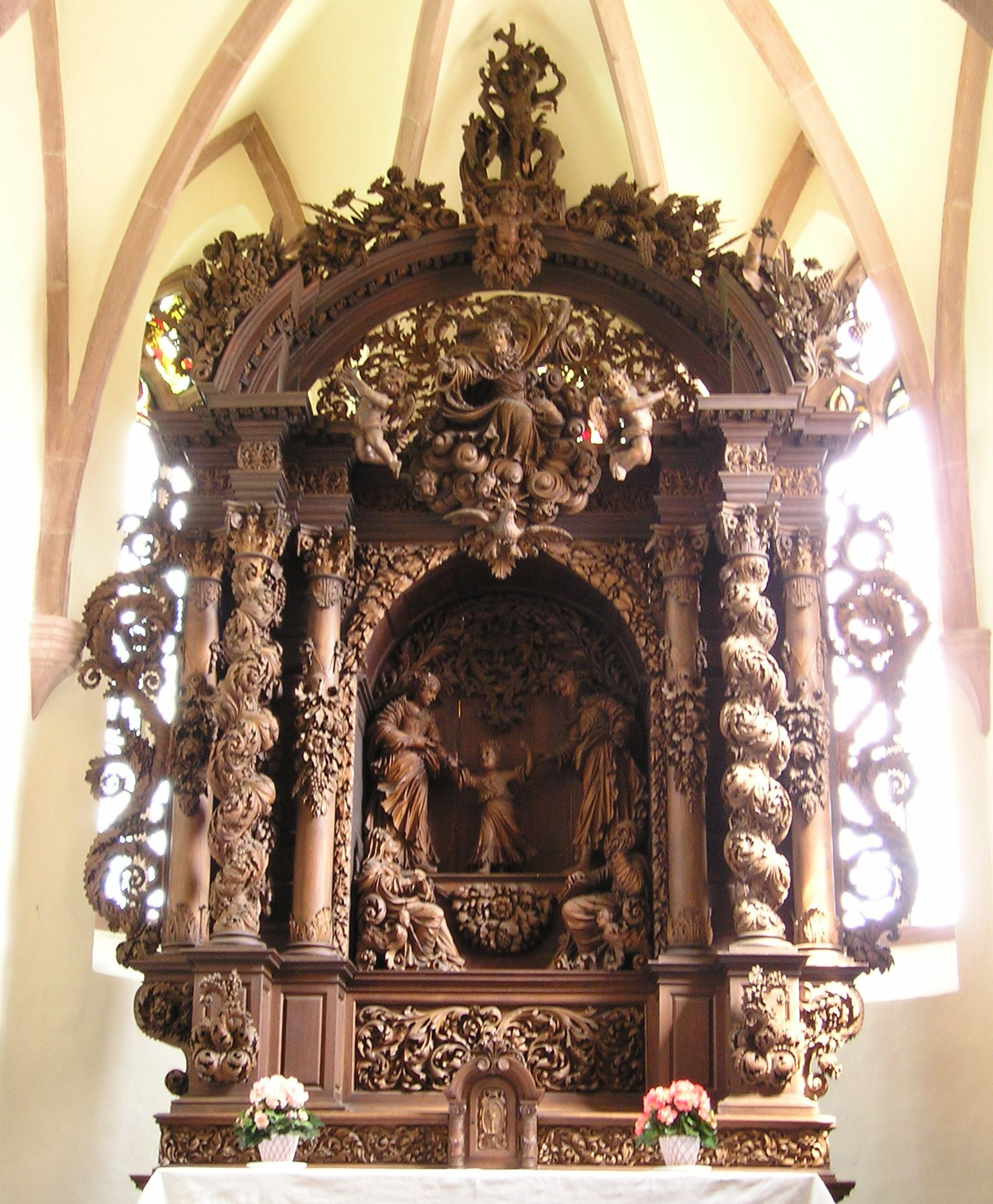
L'autel baroque.

## Mobilier

### L'autel
La pièce la plus remarquable de la chapelle est son maître-autel baroque finement sculpté et richement décoré. Reposant sur une pierre d'autel romane, il est couronné d'une statue du martyre de saint Sébastien. L'autel illustre, d'une part, la Trinité dans une lecture verticale : de haut en bas, le Père représenté par un homme d'âge mûr à longue barbe, l'Esprit-Saint sous la forme d'une colombe et le Fils enfant et, d'autre part, la Sainte Famille, dans une lecture horizontale comprenant Jésus entouré de ses parents et grands-parents maternels.
Ce chef-d'œuvre est la création des frères Philippe et Clément Winterhalter originaires du Brisgau et de l'ébéniste dambachois Johannes Eusebius Beyer. L'autel a été réalisé entre 1690 et 1692.

### La statuaire
La chapelle abrite plusieurs statues d'époques très différentes.
La plus ancienne d'entre elles est une Vierge à l'Enfant en bois datée de la fin du XVe siècle. La statue exposée est une copie réalisée avec le concours du Musée Unterlinden de Colmar dans lequel pourrait, par ailleurs, être exposée la statue originale.
Datant du XVIe siècle, une statue reliquaire de saint Sébastien en bois polychrome repose sur l'autel latéral droit. S'y trouvent également des représentations de saint Urbain (XVIIe siècle) et de saint Nicolas (XVIIIe siècle).
Deux statues du XVIIIe siècle posées à côté des autels latéraux représentent saint-Michel terrassant le dragon et saint Urbain.
Les murs latéraux de la nef sont décorés d'une série de six bras de lumière en bois (bougeoirs sous forme d'avant-bras et mains).

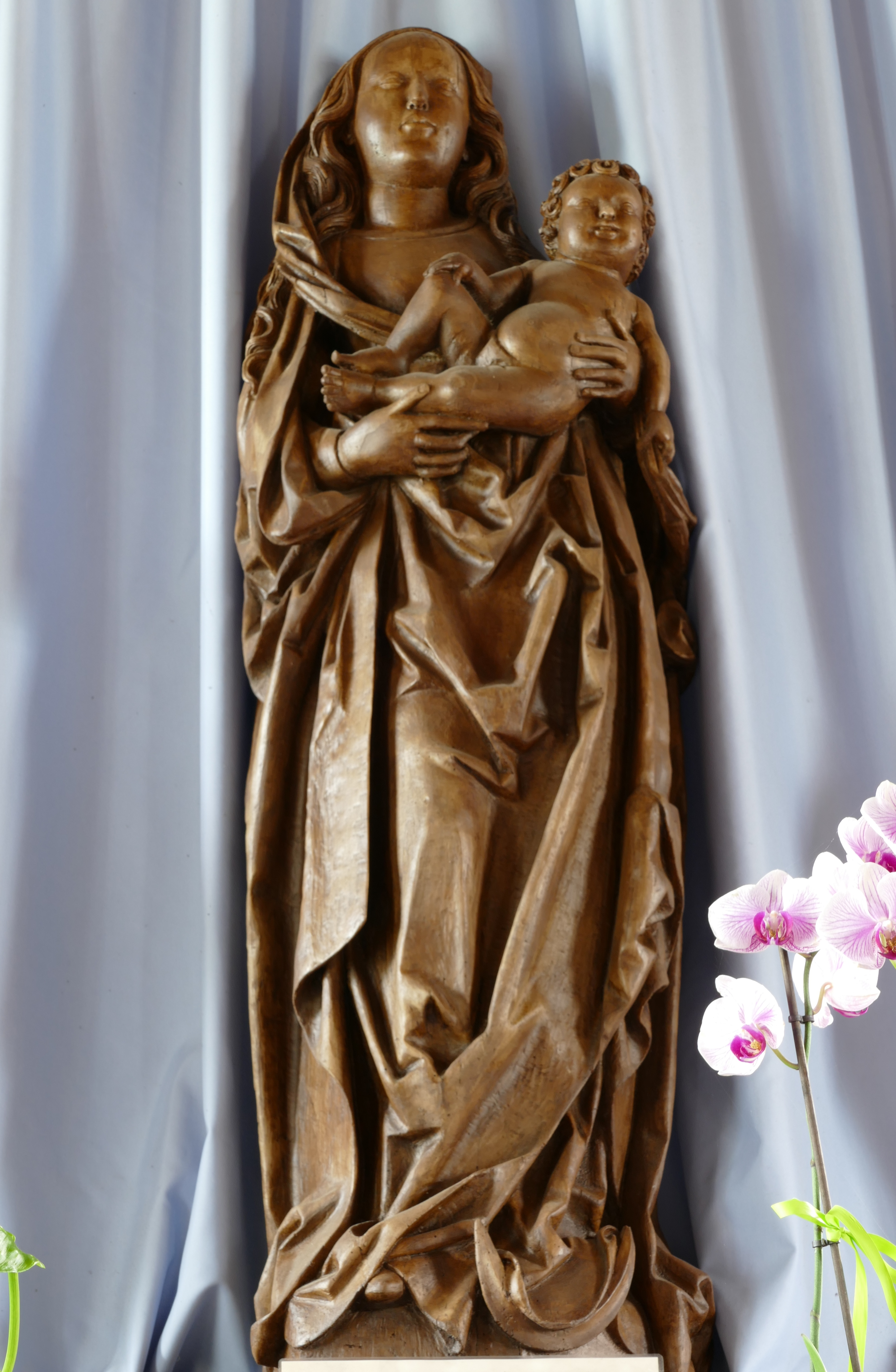
Vierge à l'Enfant du XVe siècle
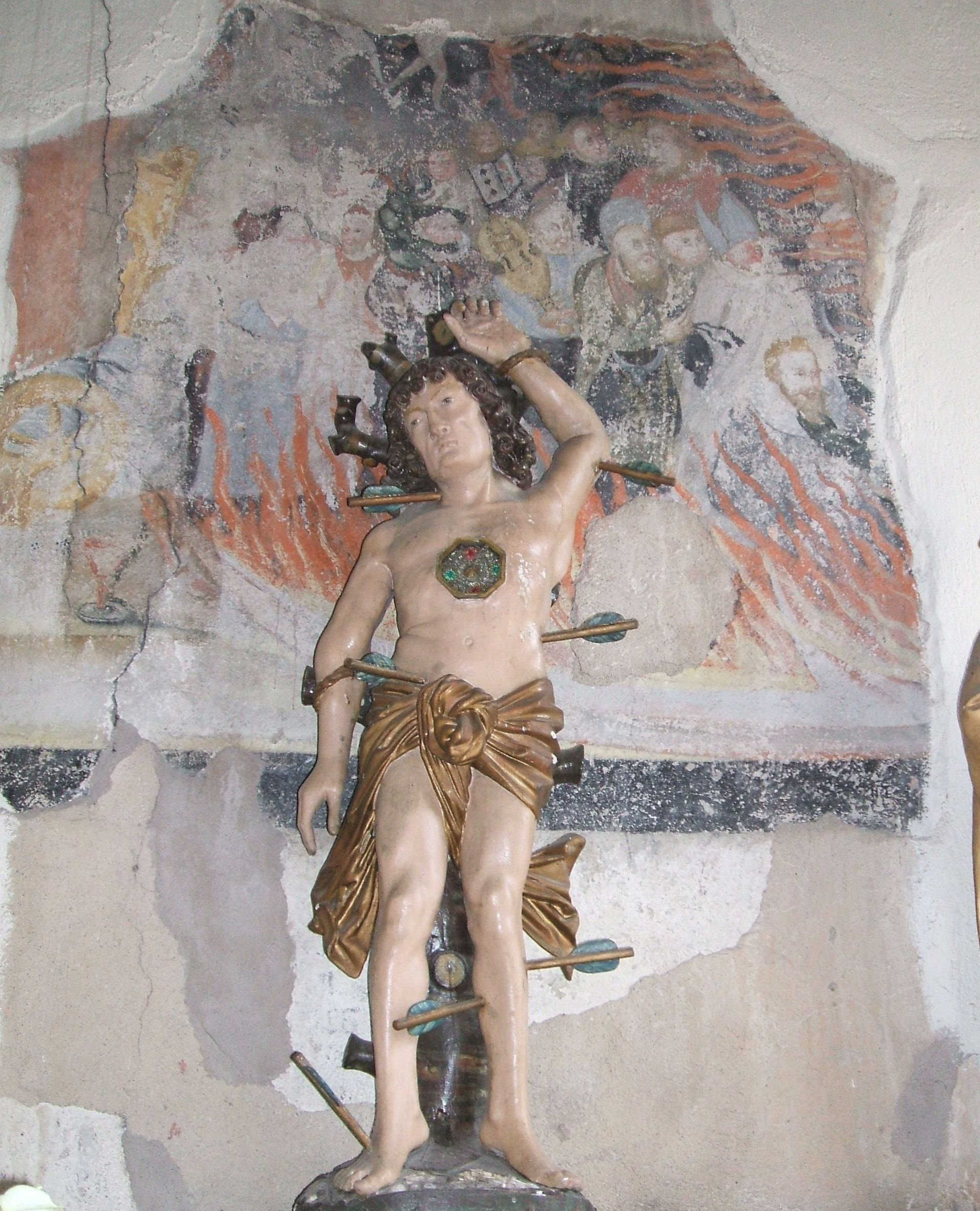
Statue reliquaire de saint Sébastien - XVIe siècle
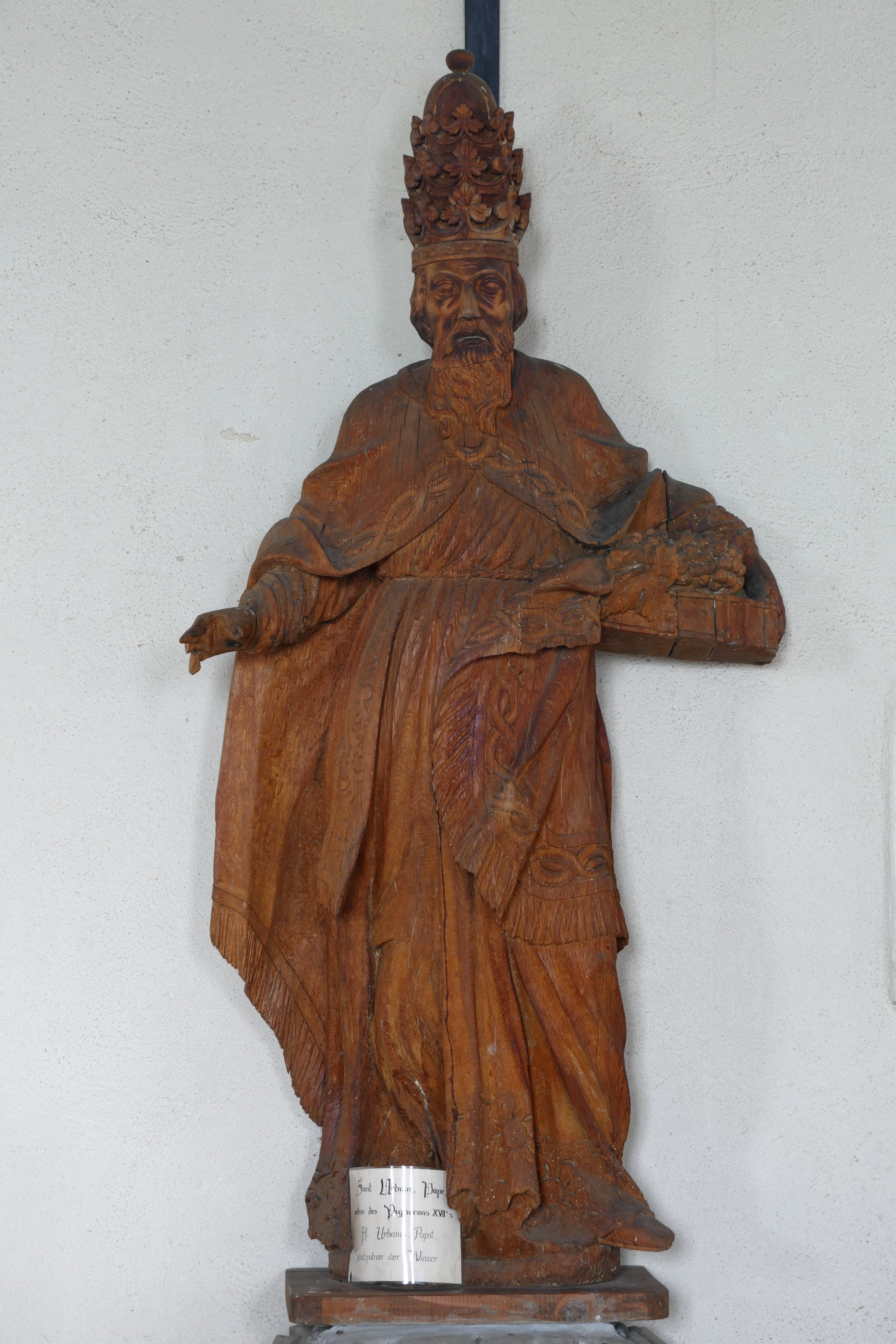
Statue de saint Urbain - (XVIIe siècle)
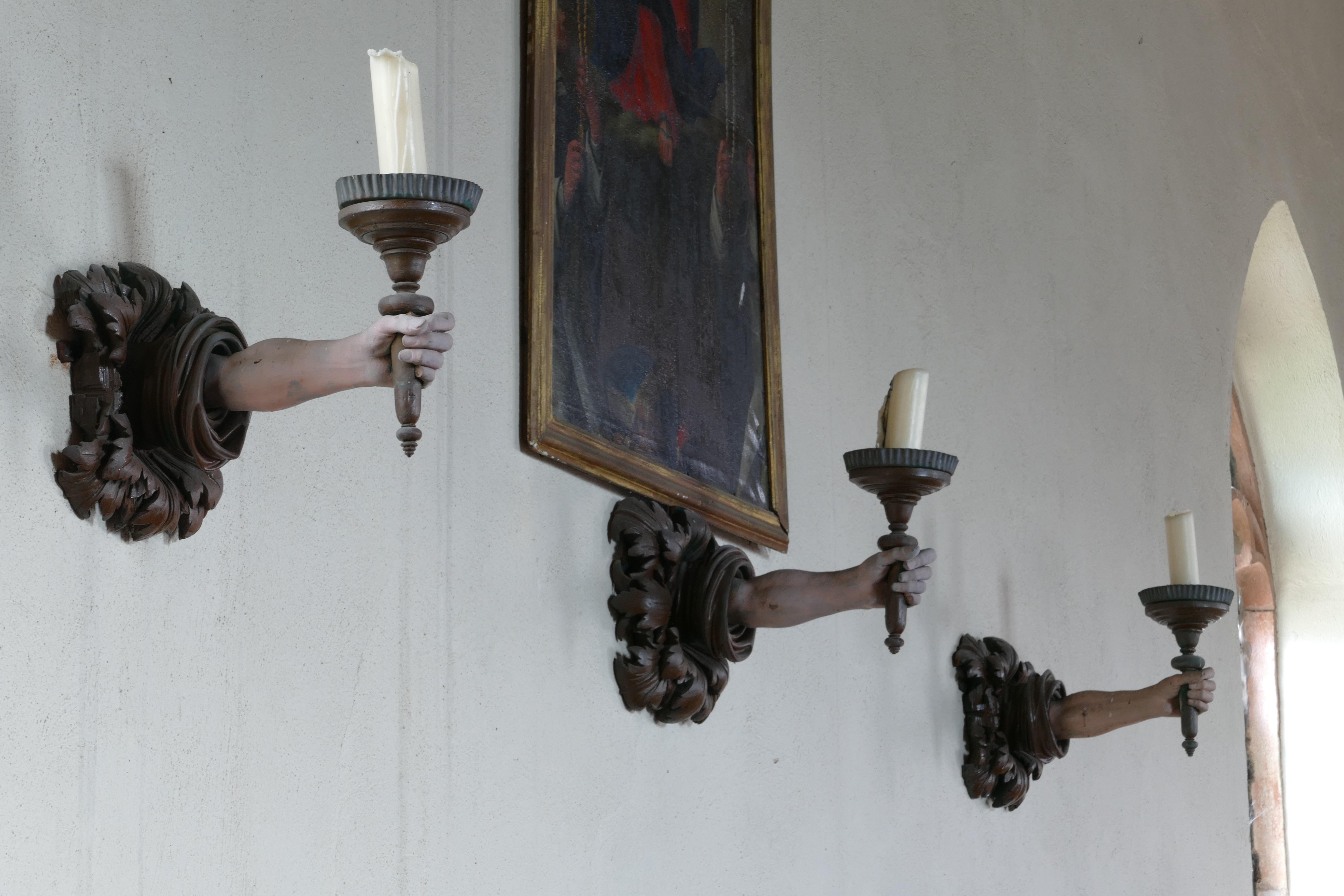
Bras de lumière - (XVIIe siècle-XVIIIe siècle)

## Confrérie Saint-Sébastien
La chapelle et les abords sont la propriété de la Confrérie Saint-Sébastien qui pourvoit à son entretien général et à la gestion courante.
La Confrérie Saint-Sébastien a pris la forme d'une association de droit local alsacien-mosellan au lendemain de la Seconde Guerre mondiale. Son origine remonte à la période révolutionnaire durant laquelle les habitants de Dambach-la-Ville ont acquis la chapelle et le domaine attenant. Les 32 donateurs les plus généreux ont constitué la confrérie et ont transmis ce patrimoine en indivision jusqu'à la constitution de l'association.
Selon ses statuts, cette dernière est composée invariablement de 32 membres actifs et deux membres de droit, le maire de Dambach et le curé de la paroisse Saint-Étienne. Les membres actifs sont, pour la quasi-totalité, des descendants des 32 membres originaires. En effet, l'état de membre se transmet à un descendant ou à un collatéral familial. Un petit nombre de places sont réservées à des membres cooptés. L'exécutif est renouvelé annuellement par un système complexe de rotation. Particularité, le président est appelé « Premier Échevin » (Oberschaffner).